# Prawo ojca
Prawo ojca – polski film akcji z 1999 roku w reżyserii Marka Kondrata, który także wystąpił w roli głównej. Film był kręcony od 5 maja do 13 czerwca 1999 w Radachówce.

## Opis fabuły
Film opowiada historię ojca, który mści się na sprawcach brutalnego zgwałcenia swojej nastoletniej córki.
Akcja filmu umieszczona jest na tle nowego, kapitalistycznego pejzażu współczesnej Polski. Szesnastoletnia Marta Kord zostaje brutalnie pobita i zgwałcona. Sprawcy przestępstwa, mimo ewidentnych dowodów winy, pozostają na wolności. Czują się bezkarni. Ojciec dziewczyny, były rajdowiec, a obecnie kierowca ciężarówki z naczepą, jest wstrząśnięty nieskutecznością działań policji. Wobec ignorancji stróżów prawa, postanawia wziąć sprawy w swoje ręce.

## Obsada
- Marek Kondrat – Michał Kord
- Nina Roguż – Marta Kord
- Szymon Bobrowski – Jerzy „Juras”
- Jeremi Jemiołowicz – „Kafar”
- Łukasz Nowicki – Zdzisław „Pałka” Kaczor
- Małgorzata Foremniak – prokurator Jadwiga Kaniowska
- Piotr Machalica – Robert
- Dorota Landowska – Anna
- Wojciech Duryasz – adwokat Kesslera
- Marek Barbasiewicz – biznesmen Kessler
- Krzysztof Bień – inspektor policji Hofman
- Bartłomiej Świderski – komisarz policji Orłowski
- Juliusz Krzysztof Warunek – barman
- Marek Siudym – Kazimierz „Kazio” Oleszko
- Anna Samusionek – Angelika
- Maciej Małysa – Zygmunt „Zyga” Oleszko
- Witold Wieliński – posterunkowy
- Marek Bargiełowski – doktor Skoczylas
- Jerzy Karaszkiewicz – emerytowany policjant
- Marek Obertyn – oficer policji
- Jan Kozaczuk – lekarz z pogotowia
- Bartłomiej Topa – lekarz
- Lech Dyblik – pijany chłop
- Małgorzata Kalamat – pielęgniarka
- Mikołaj Klimek – strażnik
- Agnieszka Warchulska – żona Korda
- Marzena Weselińska – tirówka
- Marek Brodzki – klient tirówki
- Zofia Braciak
- Piotr Kamiński – ochroniarz #1
- Paweł Kamiński – ochroniarz #2
- Tomasz Turos
- Joanna Borer – sekretarka (nie występuje w czołówce)
- Witold Górczyński – lekarz (nie występuje w napisach)
- Paweł Poppe – biznesmen goszczony przez Kesslera #1 (nie występuje w czołówce)
- Lew Rywin – biznesmen goszczony przez Kesslera #2 (nie występuje w czołówce)